# Azul ultramarino
Azul ultramarino é a designação dada a um pigmento de origem natural, de cor azul-escura, ligeiramente arroxeada, obtido a partir do lápis-lazúli, uma pedra preciosa.